# Synedoida fumosa
Synedoida fumosa är en fjärilsart som beskrevs av John Kern Strecker 1898. Synedoida fumosa ingår i släktet Synedoida och familjen nattflyn. Inga underarter finns listade i Catalogue of Life.